# Корьо
Корьо — держава на Корейському півострові, що з'явилася після падіння держави Сілла в 935 році й існувала до воцаріння династії Чосон в 1392 році.
Назва «Корьо» є скороченням від Когурьо, однієї з трьох ранньофеодальних держав Кореї, об'єднаних Сілла в 668 році. Сучасне слово «Корея» походить від «Корьо».
Найбільш відомі досягнення держави — гончарне мистецтво Корьо і  Трипітака Кореана  — буддійський канон (Трипітака), вирізані на десятках тисяч дерев'яних дощок. У Корьо в 1234 році була створена перша в світі металева друкована матриця (див. Чикчі).

## Історія

### Заснування
В кінці IX століття Об'єднана Сілла,  що роздиралася внутрішньою боротьбою, ослабла і втратила владу над намісними королями. Країна занурилася в хаос громадянської війни і повстань, після чого на Корейському півострові знову, тепер вже ненадовго, виникли три держави.
Ван Гон (кор. 왕건), намісник Сонгака (сучасний Кесон), заснував Корьо в 918 році. Епоха Трьох королівств скінчилася після того, як Корьо завоювало Сіллу і Хупекче в 936 році.

### Політична структура
В офіційних документах Корьо іменувало себе імперією. Столиця Кесон називалася «столицею імперії (китайськакор. 皇 都)», королівський палац — «імператорським палацом (кор. 皇城).» Інші терміни, такі як Ваша Величність (кор. 陛下), принц (кор. 太子), Імператриця (кор. 太后), також припускають імператорський статус держави. Після монгольської навали термін «імперія» до Корьо більше не застосовувався зважаючи на окупацію країни монголами.

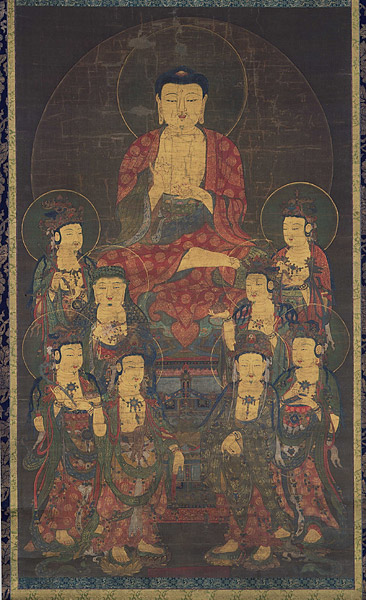
Амітабга і вісім великих Бодгісаттв, XIV століття, Корьо

З метою посилення влади центрального уряду четвертий король династії, Кванджон, випустив кілька постанов, включаючи указ про звільнення рабів 958 року й указ про обов'язковий екзамен для державних службовців. Кванджон також оголосив себе імператором, незалежним від будь-яких інших країн.
П'ятий король династії, Кьонджон (кор. 경종, 景宗) провів земельну реформу під назвою Чонсігва (кор. 전시과, 田 柴 科), а шостий король, Сонджон (кор. 성종, 成 宗) призначив нових намісників кожного повіту.
До початку правління 11 короля династії Мунджона (кор. 문종, 文宗) центральна влада серйозно зміцнилася, відібравши практично весь суверенітет у повітових намісників. Мунджон і королі після нього робили акцент на невійськове, цивільне управління країною.

### Боротьба за владу
Клан Лі з Інджу (кор. 인주 이씨, 仁 州 李氏) віддавав своїх дівчат в дружини королям, починаючи з Мунджона до 17 короля, Інджона. З часом, цей клан зміг отримати більшу владу, ніж сам король, що призвело до державного перевороту Лі Чагьома в 1126 році. Переворот провалився, проте сила монарха була підірвана і в Корьо почалася серія конфліктів серед знаті за лідерство в країні.
В 1135 році Ме Чхон виступив з пропозицією про перенесення столиці в Соген (сучасний Пхеньян). Пропозиція розколола еліту країни на два табори. Одна фракція, на чолі з самим Ме Чхон, виступала за перенесення столиці і подальший похід проти Маньчжурії. Інша, на чолі з Кім Бусіком (автором  Самгук Сагі ), хотіла зберегти статус-кво. Ме Чхон не вдалося переконати короля і він підняв повстання, яке, тим не менш, закінчилося крахом.
В 1170 році група воєначальників на чолі з Чоном Чунбу (кор. 정중부, 鄭仲夫) і Лі Ийбаном (кор. 이의 방, 李義 方) підняла повстання і здобула в ньому верх. Король Інджон був відправлений в заслання, а престол посів його третій син Мьонджон (кор. 명종, 明 宗). В історії Корьо почався період військового управління. В 1177 році до влади прийшов молодий воєвода Кен Тхесун. Він почав спроби повернути монарху повну владу, проте в 1184 році він помер і його наступником став син простолюдина Лі Иймін. Його правління було жорстоким, що призвело до повстання іншого генерала Чхве Чхунхона, який вбив Лі Ийміна і прийняв владу в 1197 році. Протягом наступного 61 року клан Чхой правив країною, встановивши військову диктатуру. Пост короля був зроблений, по суті, декоративним. Наступниками Чхве Чхунхона став його син, Чхве У, онук Чхве Хан і правнук Чхве Ий. Прийнявши владу, Чхве Чхунхон змістив Мьонджона з трону, замінивши його на Сінджона, а, після його смерті, змістивши ще двох королів, зупинив свій вибір на Коджоні.

### Монгольські вторгнення
В 1231 році почалося нашестя на Корьо монголів під проводом Угедея. Цей напад був частиною великої кампанії із захоплення Китаю. Королівський двір втік до Канхвадо на березі затоки Кенгі в 1232 році. Військовий правитель того часу Чхве Чхунхон (кор. 최충헌, 崔 忠 獻) наполіг на опорі. Три десятиліття Корьо відчайдушно опиралося, проте в 1259 році було змушене підписати мирний договір. Кілька воєвод, що відмовилися здатися, очолили Повстання Самбьольчхо і влаштувалися на островах біля південного узбережжя Корейського півострова, включаючи Чиндо. Держава Корьо сплачувала данину монгольській династії Юань до тих пір, поки ван Конмин не скористався з Повстання червоних пов'язок у Китаї і не почав звільнення від монгольського ярма.

### Падіння
В 1388 році король У планував кампанію по завоюванню китайського Ляоніна. Він послав у похід армію генерала Лі Сонгьо (пізніше Тхеджо), проте, дійшовши до кордону, той зупинився і очолив повстання. Через 4 роки, в 1392 році Корьо впало, а генерал Лі став засновником нової династії Чосон.